# آرون لوپز
آرون لوپز (۱۷۳۱–۱۷۸۲)، نام در زمان تولد دوارته لوپز، یک تاجر یهودی-پرتغالی بود. او به ثروتمندترین مرد نیوپورت، رود آیلند در آمریکای تحت سلطه انگلیس تبدیل شد. در سال ۱۷۶۱ او از دولت رودآیلند برای گرفت تابعیت شکایت کرد که به نتیجه نرسید.

## زندگی‌نامه
دوارته لوپز در لیسبون پرتغال در سال ۱۷۳۱ به دنیا آمد. او به یک خانواده کانورسو تعلق داشت که در ظاهر مسیحی شده بودند ولیکن در خفی یهودی بودند. در سال ۱۷۵۰ لوپز با دختری به نام آنا ازدواج کرد و دو سال بعد آن‌ها دختری به نام کاترین داشتند.
برادر آرون، خوزه سال‌ها قبل پرتغال را ترک کرده و هویت یهودی خود را بازپس گرفته بود و نام موزس را انتخاب کرده بود. موزس در سال ۱۷۴۰ شهروند آمریکا شد و تاجری موفق در نیوپورت گردید. در سال ۱۷۵۲ دوارته و خانواده او نیز به نیوپورت مهاجرت کردند و نام‌های خود را به آرون، ابیگیل و سارا تغییر دادند.

## تجارت
لوپز ابتدا مغازه کوچکی در نیوپورت ایجاد کرد. در سال ۱۷۵۵ او به خرید و فروش در رود آیلند و بوستون و نیویورک مشغول بود.
یکی از تجارتهای اولیه او خرید و فروش اسپرماستی که نوعی واکس بود که از روغن نهنگ به دست میامد بود. لوپز کارخانه تولید شمع در نیوپورت ایجاد کرد. در سال ۱۷۶۰ تقاضا برای اسپرماستی آنقدر زیاد بود که شکارچیان نهنگ نمی‌توانستند روغن مورد نیاز را تأمین کنند.
لوپز تجارت خود را در تجارت با هندوستان گسترش داد. او کشتیهایی به اروپا و سواحل قناری می‌فرستاد. بین ۱۷۶۱ و ۱۷۷۴ لوپز در کار تجارت برده بود. بعضی کتاب‌ها نظیر «رابطه مخفی بین سیاه پوستان و یهودیان» او را بزرگترین تاجر برده در رودآیلند دانسته‌اند؛ ولیکن تاریخدان یهودیان الی فابر معتقد است که لوپز ۲۱ کشتی برده داشت در حالی که نیوپورت ۳۴۷ کشتی برده به آفریقا فرستاده بود. در زمان انقلاب آمریکا، لوپز دارای ۳۰ کشتی بود.
در سال ۱۷۷۰ لوپز ثروتمندترین فرد رودآیلند شد. دلیل موفقیت او این بود که تجارت او بسیار گسترده بود. او شمع، کشتی، بشکه، رام و شکلات تجارت می‌کرد.
در سال ۱۷۷۰ و با گسترش تنش بین انگلستان و آمریکا ثروت لوپز کاهش یافت. ارتش آمریکا تجارت با انگلستان را ممنوع کرد. در سال ۱۷۷۶ لوپز به پورتسموث، رودآیلند و سپس به پراویدنس، بوستون رفت.

## فعالیتهای اجتماعی
لوپز در فعالیت‌های یهودی شرکت زیادی داشت. او مهم‌ترین فرد خیر برای ساخت کنیسه تورو بود و نام او بر روی یکی از سنگهای آن ثبت شده‌است.
در زمان انقلاب آمریکا، لوپز یهودیان مهاجر را در خانه لیکستر خود پناه می‌داد. یکی از دوستان او در این مورد نوشته است: خانواده شما در حال حاضر ۹۹ نفر است و جا برای یک نفر دیگر وجود دارد.

## تقاضای شهروندی
در سال ۱۷۶۱، لوپز تقاضای شهروندی داد. با اینکه بر اساس قانون ۱۷۴۰ انگلستان هر شخص بعد از هفت سال زندگی در کولونی بدون توجه به دین می‌توانست شهروند شود درخواست او رد شد. یهودی دیگری به نام ایزاک الیزر نیز وضعیت مشابهی با او داشت.

## مرگ
در ۲۸ می ۱۷۸۲ در زمانی که لوپز به همراه خانواده‌اش از لیکستر به نیوپورت می‌رفت کالسکه او به رودخانه افتاد و او غرق شد. او در قبرستان یهودی نیوپورت دفن گردید.